# Crataegus meyeri
Crataegus meyeri es una especie de planta del género Crataegus, perteneciente a la familia Rosaceae.

## Taxonomía
Crataegus meyeri fue descrita por Antonina Poyárkova en 1939.

## Distribución
Se encuentra en el territorio este de Europa hasta Irán.